# Mallotus lancifolius
Mallotus lancifolius är en törelväxtart som beskrevs av Joseph Dalton Hooker. Mallotus lancifolius ingår i släktet Mallotus och familjen törelväxter. Inga underarter finns listade i Catalogue of Life.